# Jessore (stad)
Jessore is een stad in Bangladesh. De stad is de hoofdstad van het district Jessore. De stad ligt ongeveer 50 km ten noordwesten van Khula. Het ligt aan de Bhairab rivier, in de Ganges Rivieren Delta. De stad heeft de functie van regionaal handelscentrum in onder andere rijst en suikerriet. Een belangrijke regionale luchthaven bevindt zich in Jessore, die door een weg en spoorwegnetwerk verbonden wordt met de rest van Jessore. De Bangladese luchtmachtacademie (BAF) bevindt zich 8 km van de stad, nabij een militaire basis. De inwonersaantal was in 2001 214.846.

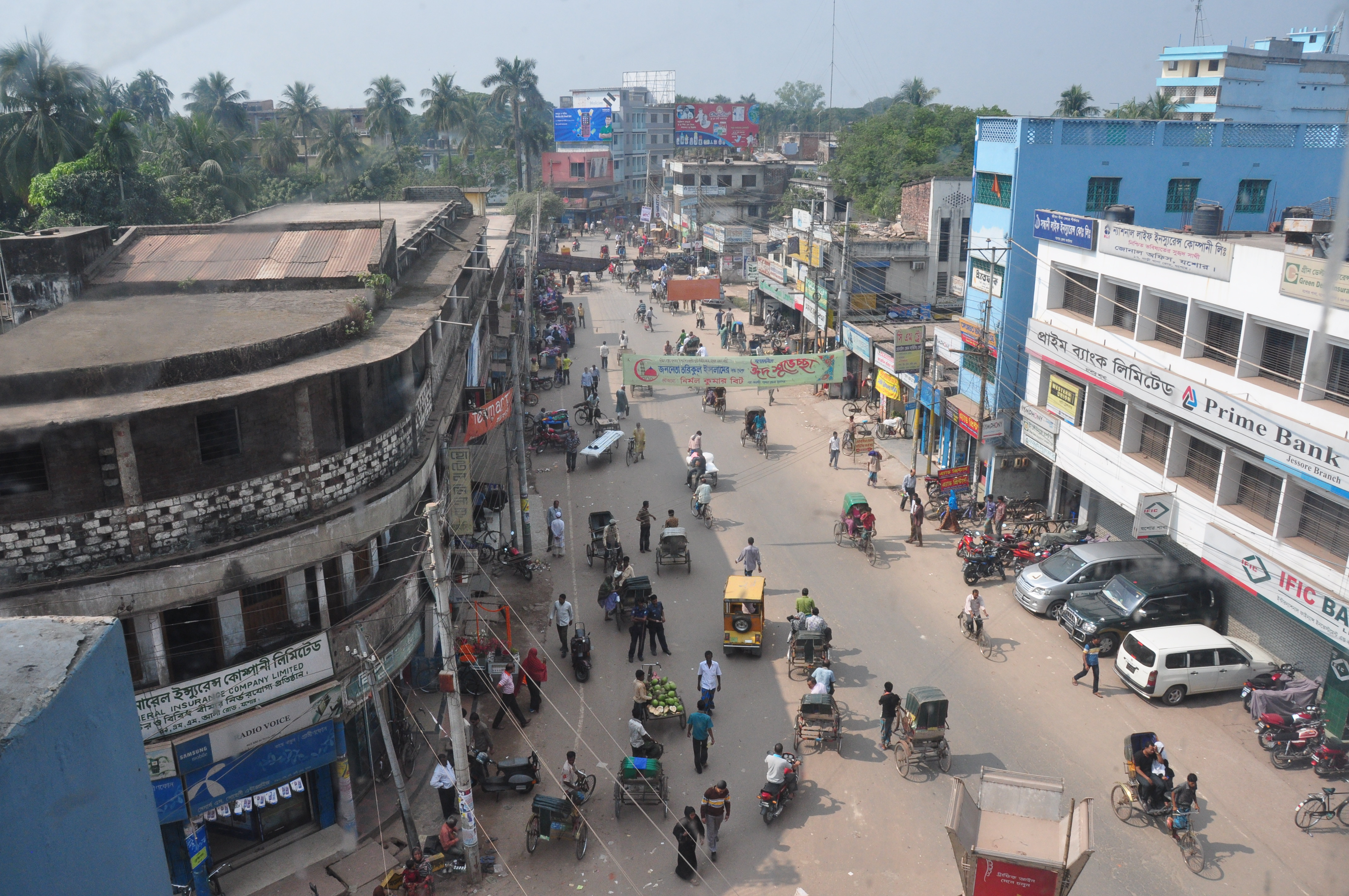
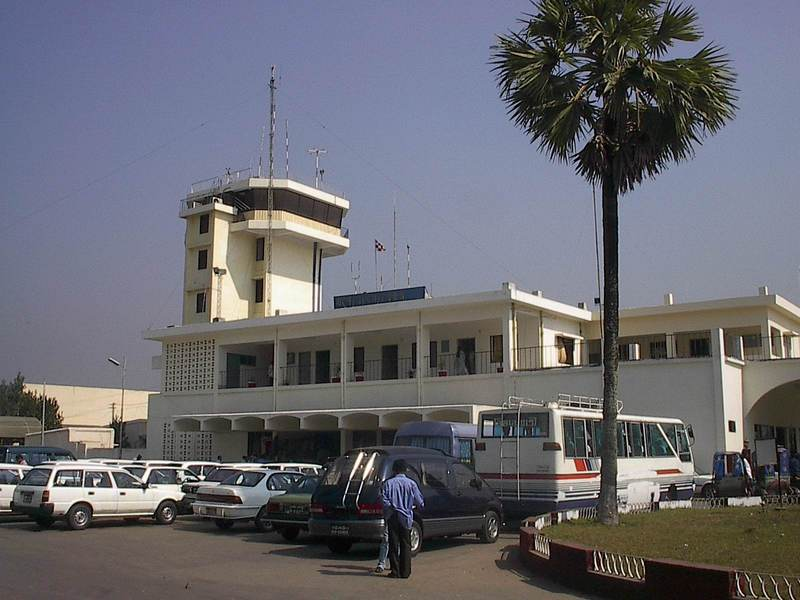